# Coppa Italia Dilettanti 1981-1982
La Coppa Italia Dilettanti 1981-1982 è stata la 16ª edizione di questa competizione calcistica italiana. È stata disputata con la formula dell'eliminazione diretta ed è stata vinta dal Leffe.
Da quest'anno, oltre alle squadre di Promozione (1º livello regionale, 6º nazionale), partecipano alla Coppa Italia dilettanti anche tutte le squadre partecipanti al campionato Interregionale (5º livello nazionale, primo dilettantistico). Le squadre delle due categorie fanno due tornei separati fino alla fase finale: 8 squadre, di cui 3 dall'Interregionale e 5 dalla Promozione. 	
L'edizione, come detto sopra, è stata vinta dal Leffe, che superò in finale la Pro Palazzolo; le altre semifinaliste furono Trevigliese e Canosa.

## Novità
Con l'entrata in vigore della Legge n. 91 del 23 marzo 1981 viene abolito il calcio semiprofessionistico, che in Italia era rappresentato dalla Serie C e dalla Serie D. Quest'ultima categoria passa sotto la gestione della Lega Nazionale Dilettanti e cambia il nome in Campionato Interregionale. Viene anche decisa una riforma della Coppa Italia Dilettanti: oltre alle squadre di Promozione, vi partecipano anche quelle dell'Interregionale. Il torneo viene diviso in due "binari" per le due categorie fino ai quarti di finale, dove approderanno 3 squadre di Interregionale e 5 di Promozione.

## Fasi Interregionale e Promozione
Dalle due fasi eliminatorie sono giunte Canosa, Leffe e Trevigliese (dal Campionato Interregionale 1981-1982), Pro Palazzolo, Real Gragnano, Tivoli più altre due squadre (dalla Promozione 1981-1982).

## Quarti di finale
| Squadra 1           | Totale      | Squadra 2           | Andata | Ritorno |
| ------------------- | ----------- | ------------------- | ------ | ------- |
| (LOM) Leffe         | 1 – 1 (gfc) | Tivoli (LAZ)        | 0 – 0  | 1 – 1   |
| (LOM) Pro Palazzolo | 2 – 1       | Real Gragnano (CAM) | 1 – 0  | 1 – 1   |
| (LOM) Trevigliese   | ?           | Battapagliese (CAM) | ?      | ?       |
| (LOM) Rovellasca    | 1 - 1       | Canosa (PUG)        | 1 - 1  | 0 - 0   |

## Semifinali
| Squadra 1           | Totale      | Squadra 2         | Andata | Ritorno |
| ------------------- | ----------- | ----------------- | ------ | ------- |
| (LOM) Leffe         | 1 – 0       | Trevigliese (LOM) | 1 – 0  | 0 – 0   |
| (LOM) Pro Palazzolo | 1 – 1 (dtr) | Canosa (PUG)      | 1 – 0  | 0 – 1   |

## Finale
Alla finale giungono il Leffe (che milita nel girone B dell'Interregionale) e la Pro Palazzolo (girone C della Promozione Lombardia).
| Arbitro: | Conforti (Macerata) |

| |            | |
| Fontana 75’ | Marcatori  | |
| · Pitergi · Esposito · Facoetti · Mottalini · Agazzi · Beretta · Mutti · C. Rossi · Fontana · 55’ Pezzoli · 83’ Gamba · A disposizione: · 55’ Gatti · 83’ Viscardi | Formazioni | · C. Ghezzi · L. Ghezzi · Piovanelli · Lancini · Aradori 46’ · Belloli · Borra · Benedetti · Pasinelli · Loda · Toninelli 61’ · A disposizione: · Scaratti 46’ · Guerra 61’ |
| Bresciani | Allenatori | Tortelli |

Note: terreno scivoloso nella ripresa per la pioggia caduta. Record d'incasso per la Coppa Italia Dilettanti: 17 474 000 lire.